# Dominik Reiter
Dominik Reiter (sinh 4 tháng 1 năm 1998) là một cầu thủ bóng đá Áo thi đấu ở vị trí tiền đạo cho LASK Linz.

## Sự nghiệp câu lạc bộ

### LASK Linz
Anh có màn ra mắt Austrian Football First League cho LASK Linz ngày 18 tháng 10 năm 2016 trong trận đấu với SC Wiener Neustadt.